# Condado de Eddy (Dakota del Norte)
El condado de Eddy (en inglés: Eddy County, North Dakota), fundado en 1885,  es uno de los 53 condados del estado estadounidense de Dakota del Norte. En el año 2000 tenía una población de  2757 habitantes y una densidad poblacional de 2 personas por km². La sede del condado es New Rockford.

## Geografía
Según la Oficina del Censo, el condado tiene un área total de 1800 km² (695 mi²), de la cual 1632 km² (630,1 mi²) es tierra y 36 km² (13,9 mi²) es agua.

### Condados adyacentes
- Condado de Benson (norte)
- Condado de Nelson (noreste)
- Condado de Griggs (sureste)
- Condado de Foster (sur)
- Condado de Wells (oeste)

## Demografía
En el 2000 la renta per cápita promedia del condado era de $28 642, y el ingreso promedio para una familia era de $37 625. El ingreso per cápita para el condado era de $15 941. En 2000 los hombres tenían un ingreso per cápita de $24 063 versus $20 344 para las mujeres. Alrededor del 9.70% de la población estaba bajo el umbral de pobreza nacional.
| 1890 | 1900 | 1910 | 1920 | 1930 | 1940 | 1950 | 1960 | 1970 | 1980 | 1990 | 2000 | Est. 2009 |
| ---- | ---- | ---- | ---- | ---- | ---- | ---- | ---- | ---- | ---- | ---- | ---- | --------- |
| 1377 | 3330 | 4800 | 6493 | 6346 | 5741 | 5372 | 4936 | 4103 | 3554 | 2951 | 2757 | 2288      |

## Mayores autopistas
- U.S. Highway 281
- Carretera de Dakota del Norte 15
- Carretera de Dakota del Norte 20

## Lugares

### Ciudades
- New Rockford
- Sheyenne

Nota: todas las comunidades incorporadas en Dakota del Norte se les llama "ciudades" independientemente de su tamaño

### Área Nacional protegida
- Johnson Refugio de Vida Silvestre del Lago (parte)